# Ochraceospora cavarae
Ochraceospora cavarae är en svampart som beskrevs av Fiore 1930. Ochraceospora cavarae ingår i släktet Ochraceospora och familjen Nectriaceae.   Inga underarter finns listade i Catalogue of Life.